# Fuglene
Fuglene (originaltitel: The Birds) er en gyserfilm fra 1963 instrueret af Alfred Hitchcock, løst baseret på en novelle af Daphne du Maurier af samme navn. Hitchcock havde tidligere gjort du Mauriers novelle Rebecca til en rost film.
Filmen er en af de mest berømte gyserfilm og var samtidig en af Hitchcocks sidste store film. Filmen er også den eneste af Hitchcocks film, der har et fantastisk element: den fortæller om, at fuglene samler sig til angreb på menneskene, og vi følger en bestemt familie i en mindre amerikansk kystby, og hvordan den forsøger at overleve.
Special effects og soundtracket til filmen var ekstraordinære for tiden. Der er ingen underlægningsmusik, alt er baseret på fuglenes lyde, deres skrig og deres vingebasken, der er forstørret op til det groteske. Fugleangrebene er lavet ved hjælp af dresserede fugle, der klippes sammen med mennesker.